# 1417 Walinskia
1417 Walinskia eller 1937 GH är en asteroid i huvudbältet, som upptäcktes 1 april 1937 av den tyske astronomen Karl Wilhelm Reinmuth i Heidelberg. Den har fått sitt namn efter en bekant till en av astronomerna vid Ruprecht-Karls-Universität Heidelberg.
Asteroiden har en diameter på ungefär 16 kilometer.